# Guri Lenth
Guri Lenth (* 1964) ist eine ehemalige norwegische Squashspielerin.

## Karriere
Guri Lenth war insbesondere in den 1980er-Jahren als Squashspielerin aktiv. Mit der norwegischen Nationalmannschaft nahm sie 1987 an der Weltmeisterschaft teil und stand im selben Jahr auch im Hauptfeld der Weltmeisterschaft im Einzel. Dort kam sie jedoch nicht über die Auftaktrunde hinaus. Lenth gewann 1982, 1983 und 1989 die norwegischen Landesmeisterschaften.

## Erfolge
- Norwegische Meisterin: 3 Titel (1982, 1983, 1989)